# Opalenica (gromada)
Opalenica – dawna gromada, czyli najmniejsza jednostka podziału terytorialnego Polskiej Rzeczypospolitej Ludowej w latach 1954–1972.
Gromady, z gromadzkimi radami narodowymi (GRN) jako organami władzy najniższego stopnia na wsi, funkcjonowały od reformy reorganizującej administrację wiejską przeprowadzonej jesienią 1954 do momentu ich zniesienia z dniem 1 stycznia 1973, tym samym wypierając organizację gminną w latach 1954–1972.
Gromadę Opalenica z siedzibą GRN w mieście Opalenicy (nie wchodzącym w skład gromady) utworzono 31 grudnia 1971 w powiecie krotoszyńskim w woj. poznańskim z obszarów zniesionych gromad Opalenica-Wschód i Opalenica-Zachód w tymże powiecie; równocześnie do nowo utworzonej gromady Opalenica włączono miejscowości Bukowiec Stary i Porażyn-stacja ze zniesionej gromady Bukowiec tamże.
1 stycznia 1972 do gromady Opalenica włączono część wsi Białawieś o nazwie Porażyn-Tartak z gromady Grodzisk Wielkopolski w tymże powiecie
1 stycznia 1973 w powiecie nowotomyskim reaktywowano zniesioną w 1954 roku gminę Opalenica.